# Castela
Castela là một chi thực vật, bao gồm các loại cây bụi và cây gỗ nhỏ có gai trong họ Simaroubaceae. Các thành viên của chi này là bản địa châu Mỹ, đặc biệt là trong khu vực nhiệt đới. Tên chi là để vinh danh nhà tự nhiên học người Pháp René Richard Louis Castel.

## Các loài
- Castela calcicola (Britton & Rose) Ekman ex Urb.
- Castela coccinea Griseb.
- Castela depressa Turpin
- Castela erecta Turpin – Goatbush
- Castela galapageia Hook.f.– Bitterbush
- Castela jacquiniifolia (Small) Ekman ex Urb.
- Castela leonis Acuña & Roíg
- Castela macrophylla Urb.
- Castela peninsularis Rose
- Castela polyandra Moran & Felger
- Castela retusa Liebm.
- Castela spinosa Cronquist
- Castela tortuosa Liebm. (đồng nghĩa: Castela texana (Torr. & A.Gray) Rose[2][3])
- Castela tweediei Planch.
- Castela victorinii Acuña & Roíg

Hai loài dưới đây đôi khi tách riêng thành chi Holacantha.
- Castela emoryi (A.Gray) Moran & Felger – Crucifixion thorn
- Castela stewartii (C.H.Mull.) Moran & Felger